# Michelbach am Wald
Michelbach am Wald ist ein Dorf im Hohenlohekreis in Baden-Württemberg, das am 31. Dezember 1972 nach Öhringen eingemeindet wurde.

## Geographie
Michelbach liegt am Rand der Keuperwaldstufe im Süden der Hohenloher Ebene. Die Ausläufer der Waldenburger Berge umlagern den Ort buchtartig.
Der westliche Teil des Gebiets gehört noch zur Hohenloher Ebene, im Norden und Süden wird der Ort bereits von Höhenzügen des Gipskeupers umsäumt, die den Übergang zum Keuperbergland bilden. Durch Dorf und Gemarkung zieht der Michelbach, der auch den überwiegenden Teil der Gemarkung entwässert.

## Geschichte
Michelbach wird erstmals 1271 erwähnt und ist vermutlich in der Rodezeit des 10. oder 11. Jahrhunderts entstanden. Die erste Erwähnungen (1271 Michelbach, 1286 Michelnbach, 1370 Michelbach) beziehen sich wahrscheinlich auf den Ortsteil nördlich des namensgebenden Baches, der im Mittelalter auch Niedermichelbach genannt wurde. Das 1370 erwähnte Obermichelbach war dagegen der südliche Hang über dem Forsthaus Rohrklinge. 1671 wurden in Michelbach 95 Wohnhäuser und 47 Scheuern gezählt, 1819 waren es 139 Wohnhäuser und 112 Nebengebäude.
Auf der Michelbacher Gemarkung sind drei mittelalterliche Burgen abgegangen.
Erster urkundlich erwähnter Besitzer ist der im Regensburger Urbar um 1250 als Lehensträger von Burg Michelbach und anderen Burgen genannte Ritter Kabel von Kabelstein. Im Öhringer Weistum des Jahres 1253 erscheint dieser Ritter als Herr Gabele und 1266 als Gablo von Gabelstein. Durch Heiraten und Erbteilungen wurde der Besitz zersplittert und die namengebende Burg Gabelstein zur Ganerbenburg. Äcker, Wiesen, Weinberge und mehrere Höfe kamen an die Kirche von Michelbach, an das Chorherrenstift Öhringen, das Spital Öhringen und an das Kloster Gnadental.
siehe auch Burg Altgabelstein
Durch einen Verkauf im Jahr 1416 wurde mit Albrecht von Hohenlohe das Fürstenhaus größter Grundbesitzer in Michelbach, der Fürst hatte zugleich alle Herrschaftsrechte erworben. Durch die Landesteilungen der Hohenloher kam Michelbach zur Neuensteiner Linie. Der Kirchenbesitz wurde nach Durchführung der Reformation eingezogen und mit Aufhebung des Stifts Öhringen und des Klosters Gnadental gingen deren Lehen ebenfalls in hohenlohischen Besitz über. Mit der Mediatisierung kam Michelbach zum Königreich Württemberg, das Stiftsvermögen wurde inkameriert.
Unter der württembergischen Verwaltung blieb das bisherige Amt Michelbach als Patrimonialamt im Oberamt Neuenstein zuerst bestehen. Michelbach mit dem Teilort Untersöllbach und der Stegmühle wurde 1809 Stabsschultheißerei im Oberamt Öhringen. Untersöllbach mit der Stegmühle gehörte ab 1819 zu Eckartsweiler.
Am 31. Dezember 1972 wurde Michelbach am Wald nach Öhringen eingemeindet.

## Wirtschaft und Infrastruktur

### Straßen und Verkehr
Die nördliche Markungsgrenze von Michelbach verläuft fast vollständig entlang eines uralten Weges, der Ochsengasse (in der Fortsetzung Eselsgasse genannt). Der Weg führte von Hall über Gailenkirchen und Laurach nördlich an Michelbach vorbei, querte die Ohrn bei der Stegmühle und verlief südlich von Öhringen (bei der Sankt Anna-Kapelle am Öhringer Friedhof) über Verrenberg und Bretzfeld nach Schwabbach und erreichte dann wohl die alte Salzstraße nach Heilbronn. Der Weg war eine Variante der Ost-West-Verbindung vom Donauraum über Metz und Speyer nach Paris.
Die Straße von Öhringen über Cappel nach Michelbach wurde seit dem Mittelalter die wichtigste Verbindung. Die Furt in Cappel wurde 1794 durch eine Brücke über den Söllbach ersetzt. In Michelbach wurde 1803 eine Brücke über den Michelbach errichtet. In den Jahren 1840/50 wurde die Straße ausgebaut und über Obersteinbach und Gnadental bis Michelfeld fortgeführt.
Der Ausbau der Neuensteiner Steige erfolgte 1876, die Öhringer Steige wurde 1900 ausgebaut. Der Neubau der Straße nach Oberhöfen wurde 1920 fertiggestellt.

### Öffentliche Einrichtungen
Im alten Amtshaus aus dem Jahr 1759 befindet sich die örtliche Verwaltungsstelle. Die Stadt Öhringen unterhält in Michelbach einen Kindergarten (1976) und eine Grundschule (1959). Die örtliche Feuerwehr ist seit 1973 eine Abteilung der Freiwilligen Feuerwehr Öhringen und ist im ehemaligen Milchhäusle in der Ortsmitte untergebracht. Neben den Sportanlagen und der Sporthalle befindet sich ein Freibad (1962), das zum Bäderbetrieb der Stadt Öhringen gehört.

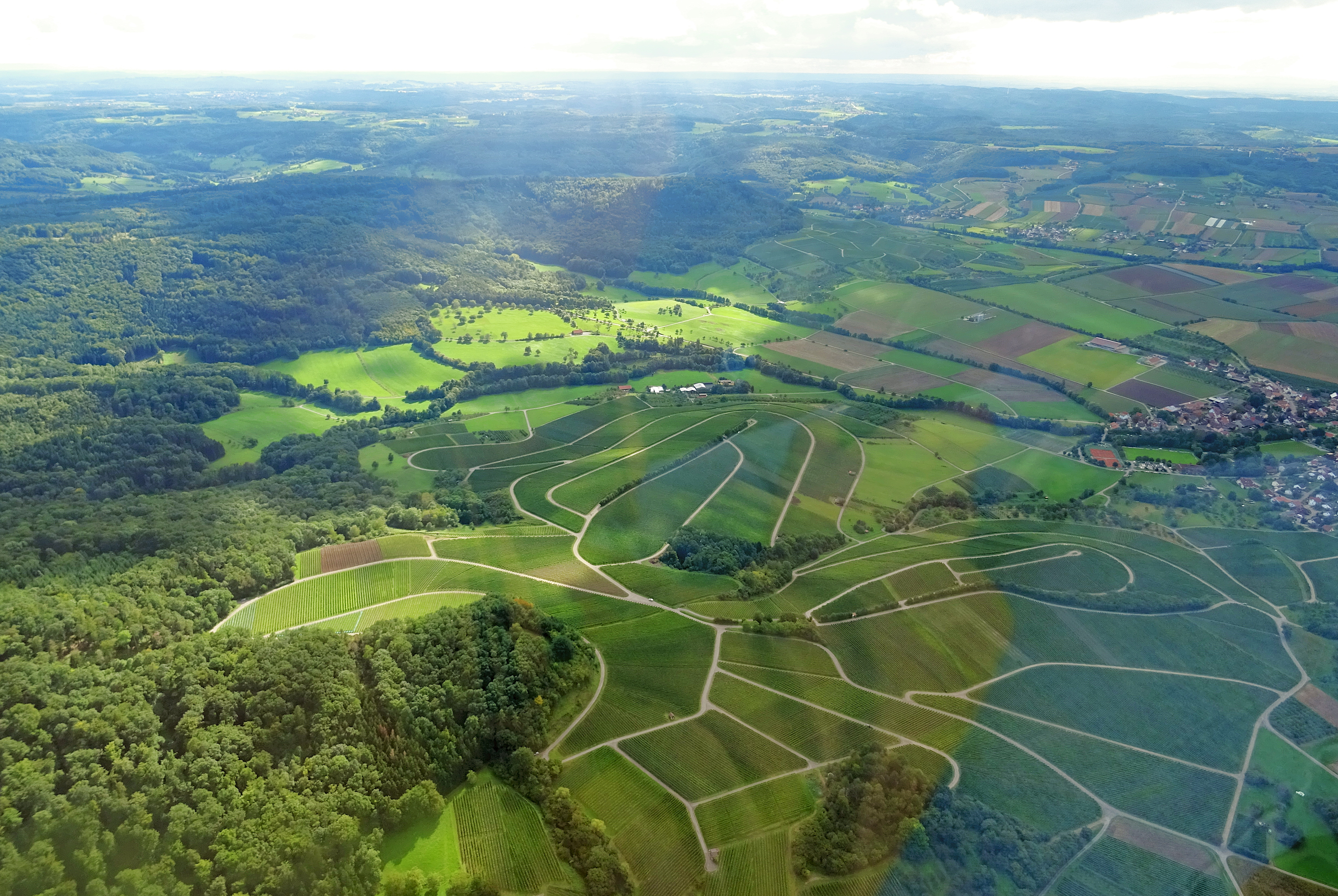
Luftbild des Weinbergs von Michelbach Am Wald, Ortsteil von Öhringen

### Weinbau
Michelbach ist ein Weinbauort. Die älteste urkundliche Erwähnung des Weinbaus in Michelbach datiert aus dem Jahr 1271. Heute beläuft sich der Weinanbau im Bereich Michelbach-Söllbach auf über 80 Hektar. Der Ort verfügt über einen Weinlehrpfad. Er führt auf 2,4 Kilometern durch die Weinberge.

### Wald
Rund 730 ha der Gemarkungsfläche sind Waldgebiete. Michelbach ist damit eine der waldreichsten Ortschaften im Landkreis. Der größte Waldbesitzer ist das Fürstenhaus Hohenlohe-Oehringen mit mehr als 90 % der Fläche, der Rest befindet sich in Privat-, Gemeinde- und Staatsbesitz.
Der Wald diente bis ins 19. Jahrhundert vor allem als Brennholzlieferant und als Viehweide. Ab der Mitte des 18. Jahrhunderts ging die Waldweide zurück, unter anderem aufgrund der Empfehlung der Stallfütterung durch Pfarrer J. F. Mayer.
Bis zum Jahr 1880 war das Verhältnis Laubbäume zu Nadelbäume recht ausgeglichen, ab diesem Jahr erfolgte eine umfassende Umwandlung zu Fichtenmonokulturen. Dabei ging der Laubholzanteil auf unter 20 % zurück. Heute sind die Besitzer darum bemüht, das Verhältnis zwischen Laub- und Nadelbäumen wieder auszugleichen.

#### Viehweide
Die ehemalige Waldviehweide wurde 1939 zum Naturschutzgebiet Viehweide auf Markung Michelbach ernannt. Auf einer Fläche von rund 18 ha sollen eine kulturgeschichtlich bedeutsame Waldweide auf der Hochfläche der Waldenburger Berge sowie die dort vorkommenden Tier- und Pflanzengesellschaften erhalten werden.

## Persönlichkeiten
- Margret Schlüter (* 1952), Verwaltungsjuristin